# 斯堪的納維亞貨幣聯盟
斯堪的納維亞貨幣聯盟（或北歐貨幣聯盟）是由北歐國家──瑞典和丹麥於1873年5月5日組成的貨幣聯盟，為19世紀斯堪的納維亞政治運動的產物之一。它們把各自的貨幣按票面值透過金價互相固定。當時挪威雖然與瑞典組成君合，但它對內擁有完全自治權；挪威於兩年後加入貨幣聯盟，把其貨幣與金價掛勾成每克金2.48克朗，或約每克朗0.403克金，與丹麥、瑞典同等。貨幣聯盟內流通等值的克朗，取代了三國原有的貨幣，其兌換率為：1挪威元=2丹麥元=4瑞典元。
斯堪的納維亞貨幣聯盟只固定各國貨幣的兌換率和穩定性，各國仍可繼續發行各自的貨幣。由於貨幣同盟提供的安全感，三國各自的貨幣甚至於整個北歐地區都被視為「法定貨幣」來流通。
加入聯盟之後，瑞典把其貨幣從「元」改為瑞典克朗，丹麥稱為丹麥克朗，挪威加入後也發行挪威克朗。「克朗」字面上就是王冠的意思；因應各國語言差異，各國「克朗」的實際拼寫都不同。
1905年，瑞典-挪威聯合解散，成為兩個獨立王國，但這不影響貨幣聯盟間的合作。事實上，貨幣聯盟於1914年解散，是由於第一次世界大戰，瑞典於1914年8月2日終止與金價的掛勾。失去固定匯率後，三國貨幣自由流通的時代便告終。
雖然三國至今仍然使用貨幣聯盟時代的貨幣──克朗，但相互之間已沒有掛勾。冰島於1918年成為丹麥治下的一個王國後，也發行了冰島克朗。第二次世界大戰期間，丹麥被納粹德國侵佔後數年，冰島便宣告獨立成共和國，仍沿用冰島克朗。